# Honkasaari (ö i Finland, Norra Karelen, Pielisen Karjala, lat 63,07, long 29,97)
Honkasaari är en ö i Finland. Den ligger i sjön Pielisjärvi och i kommunen Lieksa i den ekonomiska regionen  Pielinen-Karelen  och landskapet Norra Karelen, i den sydöstra delen av landet, 400 km nordost om huvudstaden Helsingfors. Öns största längd är 0,9 kilometer i nord-sydlig riktning.